# جائزة بلجيكا الكبرى 1953
جائزة بلجيكا الكبرى 1953 هو سباق فورمولا 1 أقيم بتاريخ 21 يونيو 1953 في حلبة دي سبا فرانكورشومب، بلجيكا. كان الرابع من أصل 9 في بطولة العالم لسباقات الفورمولا واحد موسم 1953. حلّ الإيطالي البرتو اسكاري أولا.

## الترتيب النهائي
|         | الترتيب | السائق                 | النقاط |
| ------- | ------- | ---------------------- | ------ |
|         | 1       | البرتو اسكاري          | 25     |
| 1       | 2       | لويجي فيلوريسي         | 13     |
| 1       | 3       | بيل فوكوفيتش           | 9      |
| 2       | 4       | خوسيه فرويلان غونزاليس | 7      |
| 1       | 5       | جوزيبي فارينا          | 6      |
| المصدر: |         |                        |        |